# Liste des cathédrales de Syrie
Cette liste est sans doute incomplète et peut-être mal ordonnée. Votre aide est la bienvenue !
La liste des cathédrales de Syrie compte les cathédrales suivantes :

## Cathédrales orthodoxes
Dans le tableau qui suit, il conviendrait de distinguer les cathédrales de l'Église orthodoxe, qui est en accord avec les sept premiers conciles de l'histoire du christianisme, et les cathédrales d'une Église des trois conciles.
Localement, l'Église orthodoxe est représentée par le Patriarcat orthodoxe d'Antioche, tandis que les Églises des trois conciles correspondent à l'Église apostolique arménienne et à l'Église syriaque orthodoxe.
| Cathédrale                          | Église                          | Archidiocèse ou diocèse                              | Emplacement | Image |
| ----------------------------------- | ------------------------------- | ---------------------------------------------------- | ----------- | ----- |
| Cathédrale mariamite de Damas       | Patriarcat orthodoxe d'Antioche | Archidiocèse grec-orthodoxe d'Antioche et de Damas   | Damas       |       |
| Cathédrale Notre-Dame-à-la-Ceinture | Église syriaque orthodoxe       |                                                      | Homs        |       |
| Cathédrale du Prophète Élie         | Patriarcat orthodoxe d'Antioche | Archidiocèse grec-orthodoxe d'Alep et d'Alexandrette | Alep        |       |
| Cathédrale des Quarante-Martyrs     | Église apostolique arménienne   |                                                      | Alep        |       |
| Cathédrale des Quarante-Martyrs     | Patriarcat orthodoxe d'Antioche | Archidiocèse grec-orthodoxe de Homs                  | Homs        |       |
| Cathédrale Saint-Éphrem-le-Syrien   | Église syriaque orthodoxe       | Archéparchie d'Alep des syriaques orthodoxes         | Alep        |       |
| Cathédrale Saint-Georges de Damas   | Église syriaque orthodoxe       | Paroisse syriaque orthodoxe de Damas                 | Damas       |       |
| Cathédrale Saint-Georges            | Patriarcat orthodoxe d'Antioche | Archidiocèse grec-orthodoxe de Hama                  | Hama        |       |
| Cathédrale Saint-Georges            | Église syriaque orthodoxe       | Éparchie syriaque orthodoxe de Hassaké               | Hassaké     |       |
| Cathédrale Saint-Georges            | Patriarcat orthodoxe d'Antioche | Archidiocèse grec-orthodoxe de Lattaquié             | Lattaquié   |       |

## Cathédrales catholiques
| Cathédrale                                         | Église                            | Patriarcat, Archidiocèse ou Diocèse                                  | Province ecclésiastique                                   | Emplacement      | Image |
| -------------------------------------------------- | --------------------------------- | -------------------------------------------------------------------- | --------------------------------------------------------- | ---------------- | ----- |
| Cathédrale Saint-François d'Assise                 | Église latine                     | Vicariat apostolique d'Alep                                          | Immédiatement soumise au Saint-Siège                      | Alep             |       |
| Cathédrale Notre-Dame-de-Pitié                     | Église catholique arménienne      | Archéparchie d'Alep des Arméniens                                    | siège, dépend du patriarcat de Cilicie                    | Alep             |       |
| Cathédrale Saint-Joseph                            | Église catholique arménienne      | Éparchie de Kamichlié (Qamichli)                                     | dépend du patriarcat de Cilicie                           | Qamichli         |       |
| Cathédrale Sainte-Marie-Reine-de-l'Univers         | Église catholique arménienne      | Exarchat patriarcal de Damas                                         | dépend du patriarcat de Cilicie                           | Damas            |       |
| Cathédrale maronite de Damas                       | Église maronite                   | Archéparchie de Damas des Maronites                                  | siège (non métropolitaine)                                | Damas            |       |
| Cathédrale Saint-Élie d'Alep                       | Église maronite                   | Archéparchie d'Alep des Maronites                                    | siège (non métropolitaine)                                | Alep             |       |
| Cathédrale Notre-Dame de Lattaquié                 | Église maronite                   | Éparchie de Lattaquié des Maronites (ou Laodicée)                    | immédiatement soumise au Saint-Siège (non métropolitaine) | Lattaquié        |       |
| Cathédrale Saint-Joseph                            | Église catholique chaldéenne      | Éparchie d'Alep des Chaldéens (it)                                   | sans archéparchie, dépend du Patriarcat de Babylone       | Alep             |       |
| Cathédrale Notre-Dame-de-la-Dormition              | Église grecque-catholique melkite | Patriarcat d'Antioche des Melkites siège à Antioche mais est à Damas | Immédiatement soumis au Saint-Siège                       | Damas            |       |
| Cathédrale Notre-Dame-de-la-Dormition              | Église grecque-catholique melkite | Archéparchie métropolitaine de Damas des Melkites                    | siège, dépend du patriarcat d'Antioche des Melkites       | Damas            |       |
| Cathédrale Notre-Dame d'Alep                       | Église grecque-catholique melkite | Archéparchie métropolitaine d'Alep des Melkites                      | siège, dépend du patriarcat d'Antioche des Melkites       | Alep             |       |
| Cathédrale Notre-Dame-de-la-Dormition              | Église grecque-catholique melkite | Archéparchie métropolitaine de Bosra et Hauran (it)                  | siège, dépend du patriarcat d'Antioche des Melkites       | Bosra, Khabab    |       |
| Cathédrale Notre-Dame-de-la-Paix                   | Église grecque-catholique melkite | Archéparchie métropolitaine de Homs des Melkites                     | siège, dépend du patriarcat d'Antioche des Melkites       | Homs             |       |
| Cathédrale Notre-Dame-de-l'Annonciation            | Église grecque-catholique melkite | Archéparchie de Laodicée des Melkites                                | siège, dépend du patriarcat d'Antioche des Melkites       | Lattaquié        |       |
| Cathédrale syriaque catholique de Damas            | Église catholique syriaque        | Archéparchie métropolitaine de Damas des Syriaques (it)              | siège                                                     | Damas            |       |
| Cathédrale Notre-Dame-de-l'Assomption              | Église catholique syriaque        | Archéparchie d'Alep des Syriens                                      | siège                                                     | Alep             |       |
| Cathédrale du Saint-Esprit                         | Église catholique syriaque        | Archéparchie de Homs des Syriaques                                   | siège                                                     | Homs             |       |
| Cathédrale syriaque catholique de Hassaké          | Église catholique syriaque        | Archéparchie de Hassaké – Nisibi des Syriaques                       | siège, (non métropolitaine)                               | Hassaké, Nisibis |       |
| Cathédrale grecque-catholique melkite de Lattaquié | Église grecque-catholique melkite | Archéparchie de Lattaquié - Laodicée des Melkites                    | siège, dépend du patriarcat d'Antioche des Melkites       | Lattaquié        |       |